# Stockholm i natt
Stockholm i natt är en balladlåt, skriven av Andreas Mattsson, Niclas Frisk och Peter Jöback, och inspelad av Peter Jöback på albumet "Människor som du och jag" 2007. Singeln släpptes samma år och placerade sig som högst på 4:e plats på den svenska singellistan.
Texten har uppmärksammats något för att den handlar om brott i Stockholms moderna historia. Videon visar Stockholm i blåtonade bilder.
Melodin låg på Svensktoppen i 22 veckor under perioden 26 augusti 2007-20 januari 2008 med andraplats som högsta placering.

## Coverversioner
- I den tolfte säsongen av Så mycket bättre tolkades låten av Cherrie.[5]

## Listplaceringar

### Originalversion
| Lista (2007) | Topplacering |
| ------------ | ------------ |
| Sverige      | 4            |

### Cherries version
| Lista (2021) | Topplacering |
| ------------ | ------------ |
| Sverige      | 26           |